# Makrostomie
Die Makrostomie (von altgriechisch μακρὀς makros, deutsch ‚groß‘ und στόμα stóma, deutsch ‚Mund, Öffnung‘) ist eine sehr seltene angeborene Erkrankung mit einem zu großen Mund aufgrund einer Spaltbildung („cleft“). Es handelt sich um eine horizontale Gesichtsspalte als verlängerter Mundwinkel, entweder lediglich als Hautfurche oder mitunter bis zum Ohr reichende klaffende Spaltbildung.
Liegen keine weiteren Fehlbildungen vor, handelt es sich um eine seltene Isolierte Makrostomie, (Synonyme: Kommissurale Gesichtsspalte, englisch Lateral cleft, isolated; Commissurakl cleft, isolated; Transverse cleft, isolated).

## Verbreitung
Die Häufigkeit der Makrostomie wird mit 1 zu 60.000 – 300.000 Lebendgeburten angegeben. Die rechte Gesichtsseite ist häufiger betroffen, ebenfalls das männliche Geschlecht.

## Pathologie
Der Fehlbildung liegt eine Störung in der embryonalen Fusion des maxillären und mandibulären Anteiles des ersten Kiemenbogens zugrunde mit sich darauf ergebenen Entwicklungshemmungen der Gesichtsmuskulatur.

## Im Rahmen von Syndromen
Meistens tritt die Makrostomie mit weiteren Fehlbildungen im Rahmen von Syndromen auf:
- Ablepharon-Makrostomie-Syndrom
- Angelman-Syndrom
- Baraitser-Winter-Syndrom, Synonym: Iriskolobom – Ptosis – Intelligenzminderung; Zerebro-fronto-faziales Syndrom Typ 3
- Barber-Say-Syndrom
- Cabezas-Syndrom, Synonym: Geistige Retardierung, X-chromosomale, Typ Cabezas, Mutationen im CUL4B-Gen an Xq24[6]
- Franceschetti-Syndrom
- Herzanomalien-Entwicklungsverzögerung-Gesichtsdysmorphien-Syndrom, Mutationen im MED13L-Gen im Chromosom 12 Genort 24.21[7][8]
- Kraniofaziale Mikrosomie
- Makrostomie – präaurikuläre Anhängsel – externe Ophthalmoplegie[9]
- Mandibulofaziale Dysostose – Makroblepharon – Makrostomie, Synonym: Makroblepharon-Ektropion-Hypertelorismus-Makrostomie-Syndrom[10]
- Simpson-Golabi-Behmel-Syndrom

## Geschichte
Die Erstbeschreibung stammt wohl von J.H.Morgan aus dem Jahre 1881 mit zwei Fällen.
(Zitiert nach R. H. Clifford)